# Donington (Shropshire)
Pour les articles homonymes, voir Donington.
Donington est un village et une paroisse civile du Royaume-Uni situé dans le comté de Shropshire en Angleterre. Sa population était de 3 544 habitants en 2001.